# Bill Tung
Bill Tung Biu (董驃 | cantonés: Dung Biu | mandarín: Dǒng Piào) fue un actor y locutor radiofónico chino, nacido en Hong Kong el 30 de marzo de 1934 (otras fuentes indican 1933 y 1935) y fallecido el 22 de febrero de 2006.

## Biografía
Tung fue uno de los primeros "jockeys" de las carreras de caballos en la excolonia británica. Graduado en la primera promoción del Hong Kong Jockey Club, debutó profesionalmente en Gran Bretaña y Singapur en 1958. La popularidad de Tung como jinete y su naturalidad ante los micrófonos hicieron que RTV le firmara un contrato como comentarista de las emisiones de carreras de caballos de esta cadena desde 1967, primero en Hong Kong y luego en Macao. Durante la década de los 70 su figura se hizo tan popular entre los radioyentes y televidentes hongkongueses, que terminó haciendo pequeñas apariciones en varias series de TV, así como en varias películas, generalmente interpretándose a sí mismo, o haciendo algún papel de comentarista radiofónico. Pronto se fue especializando en comedias, género para el que se reveló muy dotado, hasta que en 1985 Jackie Chan lo escogió para interpretar el papel de su superior en la serie cinematográfica de Police Story. Gracias a estas películas Tung adquirió cierta popularidad en Occidente. En Hong Kong es especialmente recordado por otra serie cinematográfica, It's a Mad Mad Mad World (1987-1992) de Clifton Ko, una comedia familiar en la que interpretaba uno de sus pocos papeles protagonistas junto a Lydia Shum. En 1996 se retiró del cine para centrarse en su carrera radiofónica, falleciendo de una lesión pulmonar diez años después.